# Ват Сам Фран
Ват Сам Фран (тай. วัดร่องขุ่น), також Храм Дракона — буддійський храм (ват), розташований в Амфое Сам Фран, провінція Накхон Патом, що близько 40 кілометрів на захід від Бангкока. Серед туристів він більш відомий як «Храм Дракона». Храм було офіційно засновано у 1985 р.
Ват Сам Фран відомий своєю 17-поверховою рожевою циліндричною будівлею з масштабною червоно-зеленою фігурою дракона, що обвиває споруду по всій висоті. Внутрішня частина фігури дракона є порожнистою і містить гвинтові сходи, які, однак, місцями пошкоджені до аварійного стану. Храм також містить величезну статую Будди та інші буддійські статуї, зокрема різьблені голови драконів, статуї риб, масивну черепаху, слона у повний зріст тощо. Всі пішохідні доріжки навколо території прикрашені викарбуваними відбитками рук і ніг, а сама споруда всіяна рядами маленьких вікон. Висота Ват Сам Фран становить 80 метрів, оскільки Будда помер у віці 80 років.

## Години роботи та вартість вхідного квитка
Храм відкритий для відвідувачів з 6:00 до 18:00 щодня. Проте у вихідні дні години роботи можуть змінюватися.
Зауважте, що для того, щоб увійти в храм та в інші будівлі на території храму, необхідно зняти взуття.

## Споруди та символи
Дракон, що охоплює будівлю знизу до верху, символізує шлях людини від горя до щастя і від пекла до раю. Згідно з тайською легендою, Фая Нага (змій) був позбавлений Буддою духовної сили. Тоді змій, прийнявши людську подобу, звернувся до Будди за висвяченням і отримав дозвіл бути ченцем, носивши білий одяг, на відміну від інших ченців, які носили жовтий.
Біля сходів головної будівлі розташовано сім невеликих святинь, присвячених Будді відповідно до кожного дня тижня. Сімнадцять поверхів символізують небесні світи, яких людина досягає в потойбічному житті залежно від сили та якості своєї минулої карми. Вважається, що загадування бажання перед тим, як піднятися до храму через черево дракона, приносить удачу.

## Судові справи
Кілька священнослужителів храму були причетні до скандалу з сексуальним насильством, внаслідок якого вони були засуджені до тривалих термінів ув'язнення у 2004 році. Через що, до Ват Сам Франу певний час приїздило менше туристів.